# Thuiaria operculata
Thuiaria operculata is een hydroïdpoliep uit de familie Sertulariidae. De poliep komt uit het geslacht Thuiaria. Thuiaria operculata werd in 2000 voor het eerst wetenschappelijk beschreven door Watson. 